# William Fardely

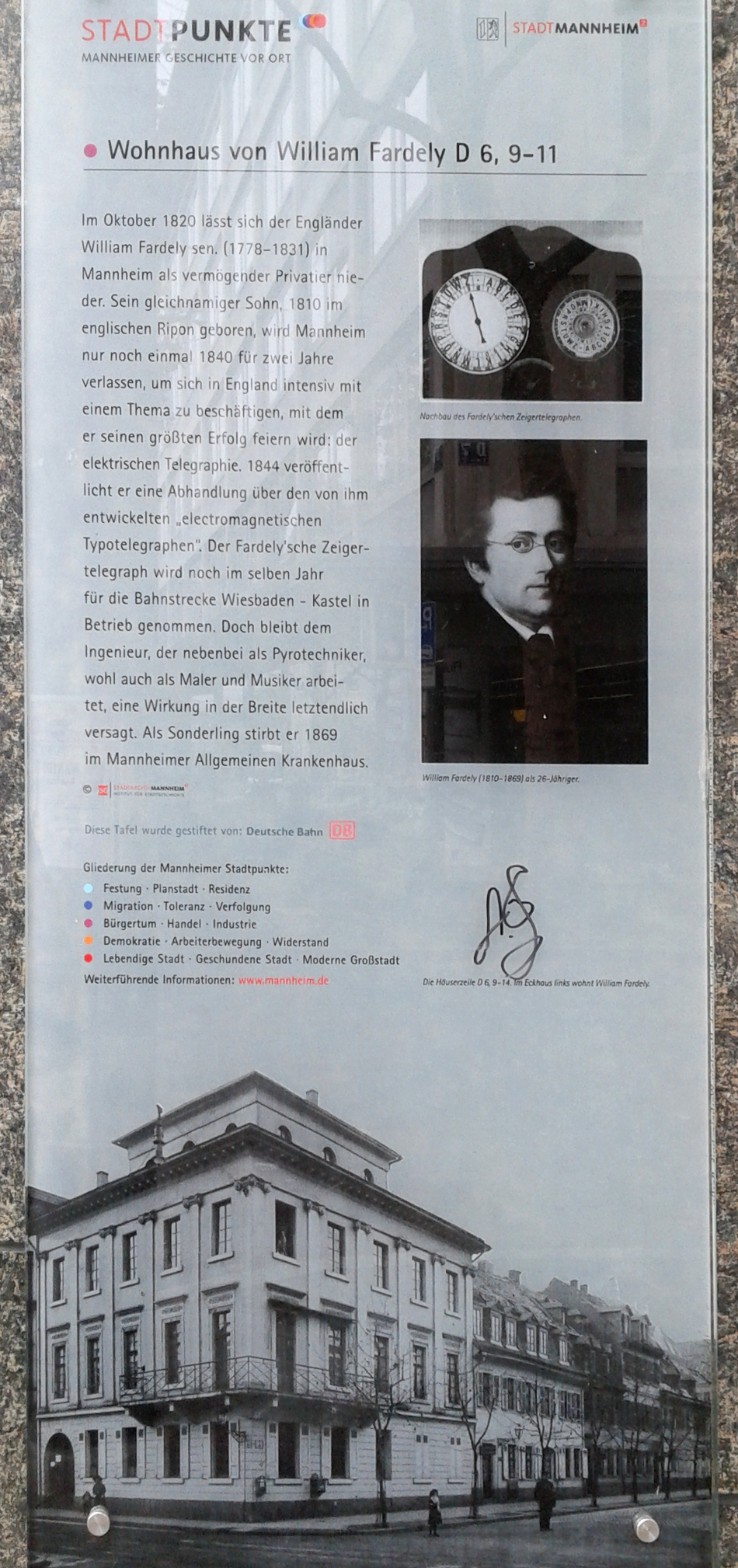
Gedenktafel an Fardelys Wohnhaus in Mannheim

William Fardely (* 16. Februar 1810 in Ripon, Grafschaft York, Großbritannien; † 26. Juni 1869 in Mannheim) gehörte zu den Wegbereitern der elektrischen Telegrafie.
Fardelys Vater, britischer Staatsbürger, hatte sich 1820 in Mannheim als vermögender Privatier niedergelassen. Seine Mutter war Deutsche und Schwägerin von Johann Adam von Itzstein. Über Studium und Ausbildung von William Fardely ist nicht viel bekannt; von 1840 bis 1842 hielt er sich in England auf und sammelte in London Erfahrungen mit dem von William Fothergill Cooke (1806–1879) und Charles Wheatstone (1802–1875) im Eisenbahndienst benutzten Zeigertelegrafen. Zurück in Mannheim bezeichnete er sich fortan als „Telegrapheningenieur“. 1843 kam der erste elektrische Telegraf in Deutschland in Form eines Nadeltelegrafen nach Cooke und Wheatstone auf der Eisenbahnstrecke Aachen-Ronheide zum Einsatz.
1844 veröffentlichte er eine Abhandlung über den von ihm entwickelten „electromagnetischen Typotelegraphen“. In Anlehnung an das englische Vorbild konstruierte Fardely einen vereinfachten Zeigertelegrafen, der 1844 bei der 8,8 km langen Linie längs der Taunus-Eisenbahn zwischen Wiesbaden und Kastel eingeführt wurde. Dies war die zweite Telegrafenlinie in Deutschland. 
Fardely nutzte bei seinem Telegrafen im praktischen Einsatz erstmals überhaupt die Leitfähigkeit der Erde als Rückleitung. Dadurch kam er mit nur einer einzigen Drahtleitung aus, was die Kosten für den Bau von 1800 Gulden auf 80 Gulden für den Kilometer verbilligte. Die Freileitung bestand aus einem an Holzmasten befestigten Kupferdraht von 1,5 mm Durchmesser. An beiden Endpunkten der Linie hatte man große Kupferplatten in den Boden versenkt, um so die Leitfähigkeit zu erhöhen. Wenig später wurde die Linie von Kastel bis Frankfurt verlängert.
Fardely konnte auch die Telegrafenapparate für seine Linien preiswert liefern, die er in – für damalige Verhältnisse – großer Stückzahl von Schwarzwälder Uhrmachern bauen ließ. So wurde Fardelys Zeigertelegraf 1846/47 bei der Sächsisch-Schlesischen und Sächsisch-Bayerischen Eisenbahn eingeführt. Unter Fardelys Leitung wurde 1851 die Telegrafenlinie entlang der pfälzischen Ludwigsbahn zwischen Neunkirchen und Ludwigshafen errichtet und mit seinen Zeigertelegrafen ausgestattet. Fardely beteiligte sich auch an der Entwicklung der Relaisübertragung und an der Verbesserung der galvanischen Elemente, doch blieb dem Ingenieur, der nebenbei als Pyrotechniker, wohl auch als Maler und Musiker arbeitete, eine Wirkung in der Breite letztlich versagt. Er starb am 26. Juni 1869 im Mannheimer Allgemeinen Krankenhaus und wurde auf dem Hauptfriedhof Mannheim beerdigt.

## Würdigung
Auf der Kurpfälzer Meile der Innovationen vor dem Mannheimer Schloss erinnert eine Bronzeplatte an die bahnbrechende Erfindung des nach ihm benannten Zeigertelegraphen, bei dem er die Erde als Rückleiter für den notwendigen Betriebsstrom nutzte und so die Baukosten der Telegraphenanlagen erheblich senken konnte.